# John Silver el Largo
John Silver el Largo (Long John Silver) es un personaje ficticio de la novela La isla del tesoro, de Robert Louis Stevenson. Silver tiene varios apodos, entre ellos "Barbacoa" o "El vagabundo  a bordo" (en inglés, "The Sea-cook", que también fue un título alternativo para la novela de Stevenson).

## Perfil
John Silver El Largo es un pirata que al principio parece a favor de realizar el viaje a la isla del tesoro, sin embargo, termina revelándose como el antiguo contramaestre del capitán Flint y el cabecilla de los amotinados. Silver relata haber servido en la Marina Real y perdido su pierna bajo "El Inmortal Hawke", no obstante, se descubre que en realidad la perdió en un abordaje pirata frente a Trinidad (el mismo abordaje en el que el mendigo Pew se quedó ciego). Como en muchos de los personajes de Stevenson, presenta más de una dualidad; en apariencia Silver es un marinero trabajador y agradable, y solo a lo largo del relato su naturaleza infame es gradualmente revelada. Su relación con Jim Hawkins, el protagonista de la novela, es interesante, ya que Jim lo ve como un gran y audaz hombre por el que siente una profunda admiración, y con esto se crea un gran choque y emoción cuando es descubierto que él es responsable del motín, y especialmente cuando Jim debe enfrentarse y luchar contra él. Se revela entonces que siempre ha jugado a dos barajas, por si las cosas salían mal o bien.
Aunque dispuesto a deshacerse de sus antiguos aliados en cualquier momento en función solo de su supervivencia, el cocinero Silver tiene virtudes compensatorias: es lo bastante listo como administrar el dinero, a diferencia de la tendencia al derroche que caracteriza a la mayoría de los piratas, y es físicamente valeroso, a pesar de su discapacidad física (ciego de un ojo, cojo); por ejemplo, cuando encuentran el escondrijo de Flint vacío, él, con serenidad, se mantiene firme contra cinco hombres peligrosos a pesar de tener solo a Hawkins con él.
Cuando Silver se escapa al final de la novela, se lleva "trescientas o cuatrocientas guineas" del tesoro con él, siendo así uno de los dos únicos antiguos miembros de la tripulación de Flint que pudo poner sus manos sobre una parte del tesoro -el abandonado Ben Gunn es el otro, pero él lo gastó todo en diecinueve días-. La propia ambivalencia de Jim hacia Silver se refleja en el último capítulo, cuando él especula que el viejo pirata debe haberse instalado en un cómodo retiro: "Y ojalá así sea, porque sus posibilidades de gozo en el otro mundo son harto escasas".

## John Silver y el pirata moderno
La representación de Stevenson de Silver ha influido enormemente en la iconografía moderna del pirata, llevando un loro, llamado Capitán Flint en burla de su antiguo capitán, posado en uno de sus hombros. A Silver le falta una pierna, y usa una muleta para ayudarse a caminar. Está casado con una mujer de ascendencia africana, a quien confía sus asuntos de negocio en su ausencia y para liquidar su taberna en Bristol cuando sus acciones le hacen imposible volver a casa.
Según las cartas de Stevenson, la idea para el personaje de John Silver El Largo fue inspirada por su amigo de vida real William Henley, un escritor y editor. El hijastro de Stevenson, Lloyd Osbourne, describió a Henley como "...un gran muchacho, encendido, de grandes hombros, con una gran barba roja y una muleta [Henley era mutilado]; jovial, asombrosamente inteligente, y con una risa que rodaba como la música; tenía una inimaginable fuerza y vitalidad; causaba una gran impresión". En una carta a Henley después de la publicación de La Isla del Tesoro, Stevenson escribió "Ahora tengo que hacerte una confesión. Fue la imagen de tu fuerza mutilada y autoridad la que engendró a John Silver El Largo...la idea del hombre mutilado, gobernando y temido por el sonido [solo de su voz], fue tomada íntegramente de ti".
J.M. Barrie hace referencia al personaje de John Silver en "Peter Pan", contando que el único hombre al que Silver temía no era otro que el malvado Capitán Garfio. En la misma novela también se hacen varias referencias al Capitán Flint y a su barco, el Walrus.
- El cocinero de William Dampier en su barco privado el "Duke" era un individuo con una sola pierna y ojo parchado; era individualmente llamado John Silver. Este fue el barco que rescató a Alexander Selkirk, quizás conduciendo a la creación del mito y la leyenda.
- En la novela, el propio Silver dice haber navegado con el capitán Edward England. En la Historia General de los Piratas, se cuenta cómo England fue abandonado en la isla de Mauricio junto a uno de sus tripulantes, un hombre de grandes patillas y con una sola pierna.

## Representaciones modernas
Los actores que han representado a John Silver El Largo en diversas adaptaciones de películas de La Isla del Tesoro incluyen a Wallace Beery, Orson Welles, Charlton Heston, Robert Newton, Anthony Quinn, Tim Curry, Jack Palance, Brian Murray, Oleg Borisov y el actor británico Ivor Dean, para una versión televisada de la novela. Robert Newton hizo dos películas donde interpretó a John Silver El Largo en una serie de televisión australiana.
Ivor Dean interpretó el personaje en una aclamada serie europea para la televisión en 1966. Después de finalizar la miniserie de cuatro episodios, tenía la intención de retomar el papel en otras series sobre más aventuras de Silver. Comenzó a escribir algunas historias con el director Robert S. Baker, pero su repentina muerte en 1974 dejó sin terminar todos los planes. En 1985, este guion se utilizó como base para una serie de diez episodios de Disney titulada Return to Treasure Island, protagonizada por Brian Blessed en el papel de John Silver El Largo.
John Silver también es el protagonista de la autobiografía del personaje, escrita por Bjorn Larrson, llamada "Long John Silver: La verdadera y plena historia de mi vida, de la libertad y de la aventura como caballero de fortuna y enemigo de la humanidad".
En la adaptación animada de Walt Disney Pictures El planeta del tesoro, John Silver es representado como un cíborg, un hombre mutilado (y tuerto) cuya parte perdida ha sido sustituida por una prótesis robótica. Durante la película, este personaje (que por un tiempo es el villano principal) mantiene una relación de amistad-odio con el joven Jim Hawkins, para quien se convierte en una figura paternal. A la hora de la verdad, rechaza a su añorado tesoro por salvar la vida del muchacho.
Más adelante, el papel fue interpretado por el actor cómico inglés Eddie Izzard en una adaptación de la novela a cargo del canal Syfy. El actor australiano Luke Arnold interpretó a John Silver en la serie de televisión Black Sails (2014-2017), la cual cuenta los orígenes de John Silver El Largo y el Capitán Flint (interpretado por Toby Stephens) veinte años antes de lo acontecido en La isla del tesoro.
- Datos: Q1428628
- Multimedia: Long John Silver / Q1428628